# Пречна
Пречна (словен. Prečna) је насељено место у општини Ново Место, регија Југоисточна Словенија, Словенија.

## Историја
До територијалне реорганизације у Словенији била је у саставу старе општине Ново Место.

## Становништво
У попису становништва из 2011. године, Пречна је имала 444 становника.
| Број становника према пописима | Број становника према пописима | Број становника према пописима |
| ------------------------------ | ------------------------------ | ------------------------------ |
| 1991                           | 2002                           | 2011                           |
| 360                            | 415                            | 444                            |

Напомена: Године 2001. извршена је мала размена територија између насеља Подгора (Стража) и Пречна. Године 2010. извршена је мала размена територија између насеља Долење Камење, Пречна, Севно, Чешча вас и Чрмошњице при Стопичах.

## Галерија
- унутрашњост цркве
- имање "Лукња"